# San Bartolo Tutotepec
San Bartolo Tutotepec là một đô thị thuộc bang Hidalgo, México. Năm 2005, dân số của đô thị này là 17837 người.